# Mount Elphinstone Park
Mount Elphinstone Park är en park i Kanada.   Den ligger i Sunshine Coast Regional District och provinsen British Columbia, i den sydvästra delen av landet, 3 600 km väster om huvudstaden Ottawa. Mount Elphinstone Park ligger 207 meter över havet.
Terrängen runt Mount Elphinstone Park är varierad. Havet är nära Mount Elphinstone Park åt sydväst. Närmaste större samhälle är Gibsons, 8,6 km öster om Mount Elphinstone Park. 